# چشمه تاسک
چشمه اسری یا اسرا از جمله چشمه‌های شهرستان ممسنی در استان فارس است.
این چشمه در دهستان دشمن‌زیاری ممسنی واقع است.